# Дом офицеров (Волгоград)
Дом офицеров — культурное учреждение в городе Волгограде. Расположено по адресу: проспект Ленина, 31. Памятник архитектуры регионального значения.
Здание построено в 1960-е годы по проекту архитектора В. П. Статуна. Его объём расположен напротив полукруглой колоннады на площади Ленина, на противоположной стороне проспекта и таким образом замыкает пространство площади с северо-запада. Главный фасад, выходящий на проспект Ленина, характеризует чёткий ритм пилонов и оконных проёмов. С боковых сторон здания расположены упрощённые портики. В здании также располагался кинотеатр «Салют».